# João Dias
João Bernardo Dias (* 1926 in Lourenço Marques, heute Maputo, Mosambik; † 1949 in Lissabon) war ein mosambikanischer Schriftsteller.
João Dias studierte an der Universität Coimbra Jura. Nachdem er das Studium abgebrochen hatte, ging er nach Lissabon, wo er 1949 an Tuberkulose starb. Sein einziges Werk Godido e outros contos wurde posthum 1952 veröffentlicht. Es gilt als das erste fiktionale Werk der mosambikanischen Literatur.

## Werk
- Godido e outros contos (posthume Erstausgabe 1952) - Neuauflage: Maputo: Associação dos Escritores Moçambicanos, 1988. - 117 Seiten - Karingana No. 9.